# Kwami
Kwami é uma área de governo local de Gombe, Nigéria. Sua sede está na cidade de Mallam Sidi. Kwami é delimitada a leste pelo lago Dadin Kowa.
Possui uma área de 1,787 km ² e uma população de 195.298 no censo de 2006.
O código postal da área é 760.